# 魔戒三部曲：王者再臨 (遊戲)
《魔戒三部曲：王者再臨》是2003年跨平臺第三人稱砍殺動作遊戲，遊戲改編自彼得·傑克森的《魔戒二部曲：雙城奇謀》和《魔戒三部曲：王者再臨》，是遊戲《魔戒二部曲：雙城奇謀》的續集。遊戲由EA Redwood Shores開發，美商藝電發行於PlayStation 2、GameCube、Xbox和PC。另有一開發於Game Boy Advance的砍殺角色扮演遊戲。
遊戲和前作《魔戒二部曲：雙城奇謀》相似，但加入了多人情節、更多的可操作角色以及增强了和環境的交互。遊戲零散的取用了電影的情節，並非問三個獨立的故事線。在一些任務中可以使用雙玩家合作模式。
《王者再臨》的開發和新線影業進行了密切合作，使用了許多實際引用的照片、製圖、模型、小道具及其他電影資產。遊戲在畫面、音效、遊戲性方面獲得了媒體的正面的評價，而視角控制則受到批評。

## 遊戲性
開發者稱作為一個現代版的《Gauntlet》，《王者再臨》是一款砍殺動作遊戲。遊戲和其前作《魔戒二部曲：雙城奇謀》非常相似。關卡規模是前作最大關卡的兩倍，而線性要求則減少。遊戲較《雙城奇謀》的最大變化是和遊戲中有了和自然環境的交互作用。玩家可以操作橋樑和石炮等機關來完成目標，並使用矛或大鍋等外界物品做武器擊殺敵人。
每個角色都有自己的組合和屬性。在每一關結束時玩家可以使用遊戲中獲得的經驗值更新其角色的能力和組合。玩家獲得的經驗值取決於在遊戲中殺敵的效率。在玩家打通遊戲后將可看到電影演員訪談以及仿DVD風格的附加內容。
和《雙城奇謀》不同，《王者再臨》加入了合作模式，兩名玩家可以一起合作遊戲。PlayStation 2版本可通過USB硬體支援線上連線多人遊戲。至少從2009年3月其，EA的線上伺服器終止服務，《王者再臨》也不再於EA的官方站點提及。

## 情節
《王者再臨》的資深製作人托德·阿諾德稱，遊戲的目的不是重述電影的故事，而是讓玩家盡可能親自體驗電影的關鍵部份。關卡的設計就是緊扣這個目標，僅給予玩家足夠的故事來提供目標，為玩家的行動提供內容。評論公認遊戲缺乏遊戲細節。對於自由的劇情，評論者稱對於沒有看過電影的人來說，這會破壞電影的片段。GameSpot的格雷格·卡薩文稱“如果你對《王者歸來》的情節一無所知，可能會很難跟上遊戲情節，雖然你仍然會得其要點，但對於電影如果不想在任何方面被劇透，擱置《王者歸來》，等看完電影再玩遊戲是明智的”。

## 開發
隨著《雙城奇謀》搭售的成功后，《王者再臨》的遊戲改編的消息於2003年4月25題公佈。較之於《雙城奇謀》在三個主要遊戲平臺（PlayStation 2、GameCube和Xbox）但未在PC發售，《王者再臨》除了三個主要遊戲平臺外，還在PC上發行。藝電稱遊戲將提供三個獨立的情節分支而非單個情節，同時相比于《雙城奇謀》的三個可操作角色，《王者再臨》將提供八個。部份霍華·休爾在配樂和電影鏡頭用於于遊戲中，幾個電影演員還為他們自己的角色配音。
《王者再臨》的開發者稱遊戲比《雙城奇謀》“更大更好”。遊戲首席設計師克里斯·特雷梅爾稱，“在《雙城奇謀》中玩家偶爾會碰到10至15個敵人，在《王者歸來》中玩家會面臨多至40個獸人。熟悉《雙城奇謀》的愛好者會對《王者再臨》的戰鬥經驗感到熟悉但更感覺更深。”在創作關卡前，開發者最初在紙面上進行深入的關卡設計，探究戰鬥設定、特殊道具和敵人類型。關卡之後在遊戲環境中進行創作。遊戲的視覺效果超過了《雙城奇謀》。執行製作人尼爾·楊稱“我們這年推動了2倍數量的多邊形和2倍的紋理密度”。敵人的AI也得到改進。
執行製作人格倫·斯科菲爾德稱開發者最大的挑戰“正是嘗試配上電影令人歎為觀止的感觀”。EA Redwood Shores和新線影業合作盡可能使遊戲逼真，使用了真實參照的照片、製圖、模型、道具、照明研究和動作捕捉資料。斯科菲爾德稱“我們甚至聘用了影片中的相同替身，幫助我們在遊戲中呈現最逼真的動作”。合作夥伴關係總監尼娜·多布納稱“我們不希望遊戲會看上去就像電影，但希望酷似電影”。他稱道遊戲製作中沒有細節資料。“當我們還原米納斯蒂里斯時，我們覺得團隊能從看到並感受真實電影場景中受益。不幸的是場景已經被拆掉。所以在紐西蘭時，我爲了找到殘存的拆卸場景而找遍了多個倉庫。在大量的工作後，我回到了舊金山自豪的展示了四塊從米納斯蒂里斯場景帶來的磚塊。”
《王者再臨》在2003年10月10日發放給生產商。並於11月6日在北美上市，在一個多月之後的12月16日電影於影院放映。

## 評價
| 汇总媒体   | 得分     |
| ---------- | -------- |
| Metacritic | 78%－85% |

| 媒体         | 得分   |
| ------------ | ------ |
| 1UP.com      | A-     |
| GameSpot     | 8.0/10 |
| IGN          | 8.9/10 |
| PC Gamer英国 | 85%    |

《魔戒三部曲：王者再臨》收到媒體好評。遊戲贏得兩個D.I.C.E. 2004獎項：性格表現傑出成就（因伊利亞·伍德為弗羅多的配音）和聲音設計傑出成就。作為一部改編品，遊戲獲得了GameZone邁克爾·克努森“在出現一段時間內都是最佳電影－遊戲轉化品”和GameSpy雷蒙德·帕蒂利亞“設立了電影－電子遊戲改編的新標準”的讚揚。
圖形和獲THX標準認證的音效得到了評論的稱讚。遊戲的動畫、佈景、玩家模型、剪輯場景、音樂語音旁白都特別得到好評。克努森稱“遊戲使用的聲音效果將夜令你流連忘返。爆炸、刀劍的碰擊、數百來襲敵人猛攻自己的方式，一切一切聽起來都是想直接來自電影的！”GameSpot的格雷格·卡薩文認為“幀速率問題確會在不同程度上影響每個版本的遊戲，沒有任何人物模型，甚至是主角模型看起來值得注意”，但他承認“除了圖像外《王者再臨》的其他各個方面都是傑出的。在表達動作的力度上，遊戲的音頻甚至比圖形更有效。”伊恩·麥克連為甘道夫的配音也得到了稱讚。
遊戲戰鬥獲得了大多評論的稱讚。1UP.com的克里斯平·博耶稱遊戲是“一場興奮的行程。祝不僅僅是因為《王者再臨》較去年同樣精巧的《雙城奇謀》會放出大量成群的敵人。許多《王者再臨》的關卡真正會在你砍殺時強迫你一心多用。”《PC Gamer UK》的托尼·艾利斯讚揚了戰鬥，稱“《RotK》的戰鬥非常令人滿足。你徹底的大打出手，你幾乎可以感到內心的砰聲。”艾利斯還提到了關卡之間的變化。與此不同的是，《GameInformer》的馬修·卡托認為遊戲性是“反復的”，其稱“有時我感覺到我更加努力的苦幹，樂趣卻比《雙塔》少了”。
《王者再臨》主要在低劣的視角控制上受到批評。卡托問道“視角是從那麼遠的地方過來，新的圖像引擎和角色模型是有什麽用？”遊戲的存檔功能也受到批評。艾利斯認為“你只能在完成一關后存檔，當你被迫再次苦幹來通過一遍又一遍的通過相同關卡時，這也不是那麼好”。評論還抱怨了不能跳過的過場場景、間或不清晰的目標和相對較短的長度。
儘管遊戲獲得了好評和高銷量，魔戒電影三部曲的導演彼得·傑克森稱其下一個電影《金剛》的電子遊戲捆搭將改由育碧軟體而非美商藝電開發。傑克森聲稱藝電對他為電子遊戲的投入不感興趣，同時在玩過《超越善恶》后他想和製作人米歇尔·安西尔合作。